# 格雷厄姆·切尼
格雷厄姆·切尼（英語：Grahame Cheney，1969年4月27日—），澳大利亚男子拳击运动员。他曾代表澳大利亚参加1988年夏季奥林匹克运动会拳击比赛，获得男子64公斤级银牌。